# 阿部美哉
阿部 美哉（あべ よしや、1937年3月18日 - 2003年12月1日）は、日本の宗教学者。元國學院大學学長。比較文化、宗教論専攻。大学論に関する業績もある。

## 来歴
大阪府出身。都立日比谷高校を経て、1959年に東京外国語大学卒業、東京大学文学部に学士入学、1961年同卒業。東京大学大学院人文社会系研究科宗教学専攻修士課程を修了後、1964年からフルブライト奨学生としてクレアモント大学大学院に留学し、博士課程を修了（Doctor of Philosophy）。1968年からウィスコンシン大学オークレア校助教授。日本学術振興会・文化庁・文部省放送教育開発センター教授・放送大学教授・愛知学院大学教授を経て、1994年から國學院大學文学部教授、1999年より國學院大學学長。2003年、肺炎のため66歳で逝去。
IDE理事、大学評価・学位授与機構運営委員、日本高等教育学会理事等を歴任した。

## 著書

### 単著
- 『大学の国際文化学』（玉川大学出版部, 1989年）
- 『大学の経営戦略――市場の変化と今日の課題』（経理研究会, 1989年）
- 『政教分離――日本とアメリカにみる宗教の政治性』（サイマル出版会, 1989年）
- 『生涯学習時代の短期高等教育』（玉川大学出版部, 1991年）
- 『比較宗教学』（放送大学教育振興会, 1992年）
- 『現代宗教の反近代性――カルトと原理主義』（玉川大学出版部, 1996年）
- 『世界の宗教』（丸善［丸善ライブラリー］, 1999年）

### 共著
- （柳川啓一）『宗教理論と宗教史――聖と俗の交わる世界』（放送大学教育振興会, 1985年）

### 編著
- 『宗教学を学ぶ』（放送大学教育振興会, 1988年）
- 『国際文化学と英語教育』（玉川大学出版部, 1992年）
- 『世界の宗教』（放送大学教育振興会, 1995年）

### 共編著
- （金子元久）『「大学」外の高等教育――国際的動向と日本の課題』（広島大学大学教育研究センター, 1990年）

### 訳書
- ウィリアム・P・ウッダード『天皇と神道――GHQの宗教政策』（サイマル出版会, 1988年）
- ウィリアム・E・ペイドン『比較宗教学』（東京大学出版会, 1993年）
- M・K・ユルゲンスマイヤー『ナショナリズムの世俗性と宗教性』（玉川大学出版部, 1995年）
- R・ロバートソン『グローバリゼーション――地球文化の社会理論』（東京大学出版会, 1997年）
- ニニアン・スマート『世界の諸宗教（1）秩序と伝統』（教文館, 1999年）
- F・ルドルフ『アメリカ大学史』（玉川大学出版部, 2003年）